# LOTTE (Luftschiff)
LOTTE ist ein im Jahr 1991 innerhalb der Universität Stuttgart initiiertes Projekt mit dem Ziel, unbemannte Luftschiffe mit einem Solarantrieb zu entwickeln und zu konstruieren. Innerhalb dieses Projektes wurden nacheinander drei solarbetriebene Luftschiffe gebaut.
Diese Luftschiffe wurden unter anderem zu Messungen der Luftgüte verwendet. Dabei war von Vorteil, dass der elektrische Antrieb die Messdaten nicht beeinflusste, wie es bei Verbrennungsmotoren der Fall gewesen wäre.

## LOTTE 1
Das erste solar angetriebene Luftschiff der Welt wurde 1993 auf der IGA 1993 in Stuttgart eingesetzt.
- zugelassenes Luftfahrzeug mit dem Kennzeichen D-UISD

technische Daten:
- Länge: 16 m
- Durchmesser: 4 m
- Gesamtvolumen: 109 m³
- Ballonettanteil: ca. 18 %
- Solarzellenfläche: max. 4,8 m²
- Solare Leistung: max. 720 W
- Max. Flughöhe: ca. 1000 m
- Max. Geschwindigkeit: 45 km/h
- Max. Nutzlast: 10–15 kg

## LOTTE 2
- 1993 nahm die Mannschaft an der World Solar Challenge in Australien teil. Das Rennen konnte jedoch nicht beendet werden.
- Im Jahr 1994 konnten mit dem Luftschiff in insgesamt 13:30 h über 330 km Flugkilometer zurückgelegt werden.[2]

## LOTTE 3
Die dritte Version dieses nun auf 16 m Länge gewachsenen Luftschiffs wurde im Mai 1994 erstmals eingesetzt und verrichtete ab dem Winter 1996 für das Unternehmen CargoLifter AG verschiedene Einsätze. Carl-Heinrich von Gablenz, der Vorstand von CargoLifter, schrieb im November 1996 in einem Gastbeitrag für die Deutsche Verkehrszeitung davon, dass das Unternehmen unmittelbar nach der Unternehmensgründung damit begonnen habe, das für das CL160-Lastenluftschiff angedachte Lastaustauschverfahren mit einem solarbetriebenen Luftschiff der Universität Stuttgart zu erproben, bei welchem es sich um LOTTE 3 handelte.
Zu sehen war dieses Luftschiff noch während Logistikmesse in Leipzig 1998. Im Jahr 1999 wurde es von Unbekannten in Leipzig mutwillig beschädigt. Im Verlauf der Unternehmenshistorie wurde über den Einsatz und Verbleib des Luftschiffs kein weiterer öffentlicher Bericht abgegeben.

## Wissenswertes
Ingolf Schäfer, zeitweiliger Geschäftsführer der CargoLifter Development GmbH war seit den Anfangstagen im Herbst 1991 mit dem Solarluftschiffprojekt verbunden. Im Jahr 1997 legte er auch seine Dissertation bei Bernd Kröplin ab, innerhalb derer er sich mit Solarluftschiffen im Speziellen und der Entwurfsoptimierung von Luftschiffen im Allgemeinen beschäftigte.